# كائنات مسكينة
كائنات مسكينة (بالإنجليزية: Poor Things)‏ هو فيلم من إخراج يورجوس لانثيموس وبطولة إيما ستون، ويليم دافو، رامي يوسف ومارك رافالو.

## الجوائز
فاز الفيلم بجائزة أفضل فيلم كوميدي بجوائز الغولدن غلوب في الدورة الـ (81) لعام 2024.
فاز الفيلم على أربع جوائز من الأوسكار الدورة 96 لعام 2024 ، توزعت بين أفضل ملابس ومكياج وتصميم مناظر و أفضل ممثلة.

## روابط خارجية
- كائنات مسكينة على موقع IMDb (الإنجليزية)
- كائنات مسكينة على موقع ميتاكريتيك (الإنجليزية)
- كائنات مسكينة على موقع روتن توميتوز (الإنجليزية)
- كائنات مسكينة على موقع ألو سيني (الفرنسية)
- كائنات مسكينة على موقع أول موفي (الإنجليزية)
- كائنات مسكينة على موقع فيلمافينيتي (الإسبانية)
- كائنات مسكينة على موقع قاعدة بيانات الأفلام السويدية (السويدية)
- كائنات مسكينة على موقع قاعدة بيانات الفيلم (الإنجليزية)
- كائنات مسكينة على موقع ليتربوكسد (الإنجليزية)
- كائنات مسكينة على موقع كينوبويسك (الروسية)